# Świba
Świba is een plaats in het Poolse district  Kępiński, woiwodschap Groot-Polen. De plaats maakt deel uit van de gemeente Kępno en telt 1100 inwoners.

## Verkeer en vervoer
Świba heeft een station aan spoorlijn 181.